# Écrevisse à pattes grêles
Astacus leptodactylus
Espèce
Statut de conservation UICN

 LC  : Préoccupation mineure
L'écrevisse à pattes grêles ou encore écrevisse turque (Astacus leptodactylus) est une espèce de crustacés décapodes se rencontrant en Europe. Il ne faut pas la confondre avec une autre espèce européenne, l'écrevisse à pattes rouges (Astacus astacus), qui est moins épineuse.

## Aire de répartition
Elle était autrefois principalement présente en Turquie et dans une grande partie de la Russie jusqu'en Pologne vers l'ouest.
Elle est pourtant aujourd’hui recensée dans 29 pays européens, à la suite d'introductions faites pour des raisons économiques (Holdich et al., 2006), pour l'aquaculture (astaciculture) car réputée facile à élever en bassins ou en marais et parce qu'elle grandit vite et « peut atteindre à l’âge adulte une taille considérable (20 cm) » .
Dans la partie orientale de son aire naturelle de répartition (Russie, Ukraine, Kazakhstan), il en reste des populations « denses et nombreuses », l'espèce n'y est pas jugée menacée par l'UICN, mais en Pologne et en République Tchèque où ses effectifs ont chuté, des lois ou mesures de protections sont peu à peu mises en œuvre.
Inversement, en Europe occidentale où A. leptodactylus a été introduite, elle peut devenir invasive ou concurrencer les espèces locales. Ainsi, la réglementation et divers programmes de gestion dans certains pays interdisent de l'introduire et cherchent à en réduire la dispersion, « voire éradiquer les populations pouvant menacer celles d’Austropotamobius pallipes, en Grande-Bretagne ».
En France, elle est mieux acceptée, étant considérée comme une espèce européenne et donc moins "exotique" que les espèces américaines qui lui font, à elle et aux espèces autochtones, grande concurrence.

## Utilisations
Elle a été importée hors de son aire naturelle de répartition (dont en France) pour la consommation alimentaire et l’aquaculture (alors que les espèces locales étaient en forte régression).